# Route 440 (Terre-Neuve-et-Labrador)
Pour les articles homonymes, voir Route 440.
La route 440 est une route tertiaire de la province de Terre-Neuve-et-Labrador d'orientation nord-ouest/sud-est située dans l'ouest de l'île de Terre-Neuve, au nord de Corner Brook. Elle est une route faiblement à moyennement empruntée, reliant la Route Transcanadienne, la route 1, de sa sortie 7 (située à l'est de Corner Brook) jusqu'à Cox's Cove, suivant la rive nord du bras de mer Humber. Elle traverse de nombreuses communautés le long du bras de mer en se dirigeant vers le nord-ouest, puis à McIvers, elle tourne vers le nord pour rejoindre Cox's Cove, 8 kilomètres plus loin. Elle est nommée North Shore Road et Hillview Road, mesure 42 kilomètres, et est une route asphaltée sur l"entièreté de son tracé.

## Communautés traversées
- Hughes Brook
- Irishtown
- Summerside
- Meadows
- Gillams
- McIvers
- Cox's Cove